# Mineralocorticoide

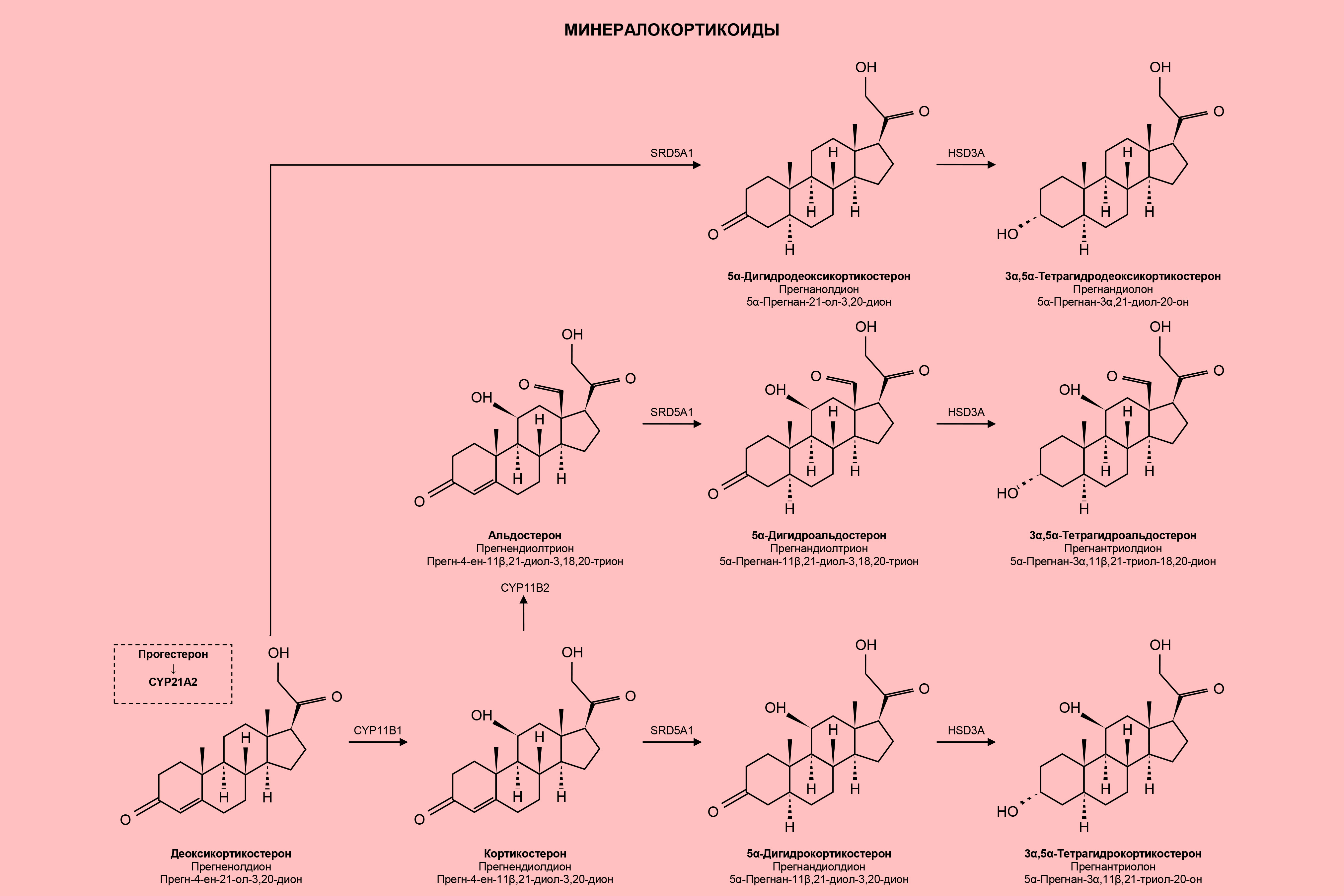
Síntesis de mineralocorticoides

Los mineralocorticoides son hormonas secretadas por la zona glomerulosa de la glándula adrenal (antes llamada glándula suprarrenal).
El principal y más potente es la aldosterona, que aumenta notablemente la concentración de sodio, cloruros y bicarbonatos en los líquidos extracelulares, aumento considerable de los electrolitos totales en los líquidos extracelulares, lo que provoca un aumento de la reabsorción de agua por los túbulos renales causando sed y provocando polidipsia. El resultado final es un aumento de volumen del líquido extracelular, pero raramente el alza es tan importante como para provocar edema extracelular generalizado.
La zona glomerular está controlada por el sistema renina-angiotensina-aldosterona, las células renales liberan renina en respuesta a una disminución de la tensión arterial o a un nivel disminuido de sodio en sangre, a su vez la renina cataliza la transformación del angiotensinógeno circulante en angiotensina I, que después se transforma en angiotensina II gracias a una enzima que se encuentra en los pulmones. La angiotensina II estimula a las células de la zona glomerular para que secreten aldosterona, cuya función se explicó al principio. Conforme la tensión arterial y/o los niveles de sodio regresan a la normalidad, la secreción de renina por parte de los riñones se inhibe.